# میکی یانکوویچ
میکی یانکوویچ (صربی: Miki Janković؛ زاده ۲۶ سپتامبر ۱۹۹۴) یک تنیس‌باز اهل صربستان است.